# Burt Rocks
Die Burt Rocks sind eine Felsformation an der Oates-Küste im ostantarktischen Viktorialand. In den Wilson Hills ragen sie 2,5 km südlich des Axthelm Ridge am Westrand des Noll-Gletschers auf.
Der United States Geological Survey kartierte sie anhand eigener Vermessungen und Luftaufnahmen der United States Navy aus den Jahren von 1961 bis 1964. Das Advisory Committee on Antarctic Names benannte sie 1970 nach DeVere E. Burt (* 1941), Biologe des United States Antarctic Research Program auf der Hallett-Station von 1968 bis 1969.